# 猎犬座AM
猎犬座AM 是一颗位于猎犬座的激变变星。它是猎犬座AM型变星的代表星。